# Temporada de challengers da WTA de 2025
A temporada de challengers da WTA de 2025 é o circuito secundário das tenistas profissionais organizado pela Associação de Tênis Feminino (WTA) para o ano em questão. O análogo masculino é o ATP Challenger Tour, e define-se como transição ao tênis de elite.
Situa-se abaixo do calendário principal e acima do circuito feminino da ITF.
Rússia e Bielorrússia, pelo quarto ano seguido, continuam impedidas de representar seus atletas – que jogam sob bandeira neutra –, devido à invasão da Ucrânia pela Rússia.

## Calendário

### Países
| Torneios | País(es)                                                     | País(es)                                    |
| -------- | ------------------------------------------------------------ | ------------------------------------------- |
| 7        | Itália                                                       | Itália                                      |
| 5        | França                                                       | França                                      |
| 3        | Espanha · México                                             | Turquia                                     |
| 2        | Grã-Bretanha                                                 | Grã-Bretanha                                |
| 1        | Austrália · Croácia · Eslovénia · Estados Unidos · Hong Kong | Índia · Polónia · Portugal · Suécia · Suíça |

### Mudanças
- Torneio(s):
  - Debutantes: Antália 2, Antália 3, Birmingham, Cancún, Grado, Ilkley, Newport, Roma, Palermo, Tolentino, Maiorca, Ólbia e Vic;
  - Extintos ou cancelados: Barranquilla, Bucareste, Buenos Aires, Cáli, Charleston (1 e 2), Colina, Florianópolis, Gaiba, Hamburgo, Lérida, Midland, San Luis Potosí, Santa Cruz de la Sierra e Valência.[nota 1]

### Mês a mês

#### Legenda
Abaixo estão exemplos, com explicações usando o elemento dica de contexto. Basta passar o cursor sobre cada linha pontilhada para lê-las.
| Semana de     | Torneio                                                                                    | Campeã(s)             | Vice-campeã(s)        | Resultado        |
| ------------- | ------------------------------------------------------------------------------------------ | --------------------- | --------------------- | ---------------- |
| 29 de outubro | OEC Taipei WTA Ladies Open · Taipé, Taiwan · US$ 125.000 – carpete (coberto) – 32S•16Q•16D | jogadora 1            | jogadora 2            | 7–61, 56–7, 6–4  |
| 29 de outubro | OEC Taipei WTA Ladies Open · Taipé, Taiwan · US$ 125.000 – carpete (coberto) – 32S•16Q•16D | jogadora 3 jogadora 4 | jogadora 5 jogadora 6 | 4–6, 6–4, [11–9] |

| Ordenação dos torneios | Quando mais de um torneio acontecer durante a semana: 1. Cidade (A-Z) |

| Ícones | Clicável      |                                        |                                           |
| Ícones | Clicável      | edição do torneio                      |                                           |
| Ícones | Não-clicáveis |                                        | primeiro título conquistado na modalidade |
| Ícones | Não-clicáveis | o(a) jogador(a)/país defendeu o título |                                           |

#### Janeiro
| Semana de      | Torneio                                                                             | Campeã(s)                 | Vice-campeã(s)                    | Resultado        |
| -------------- | ----------------------------------------------------------------------------------- | ------------------------- | --------------------------------- | ---------------- |
| 30 de dezembro | Workday Canberra International Camberra, Austrália US$ 200.000 – duro – 32S•32Q•16D | Aoi Ito                   | Wei Sijia                         | 6–4, 6–3         |
| 30 de dezembro | Workday Canberra International Camberra, Austrália US$ 200.000 – duro – 32S•32Q•16D | Jaimee Fourlis Petra Hule | Darja Semeņistaja Nina Stojanović | 7–5, 4–6, [10–6] |

#### Fevereiro
| Semana de       | Torneio                                                           | Campeã(s)                     | Vice-campeã(s)                        | Resultado         |
| --------------- | ----------------------------------------------------------------- | ----------------------------- | ------------------------------------- | ----------------- |
| 3 de fevereiro  | L&T Mumbai Open Bombaim, Índia US$ 115.000 – duro – 32S•16Q•16D   | Jil Teichmann                 | Mananchaya Sawangkaew                 | 6–3, 6–4          |
| 3 de fevereiro  | L&T Mumbai Open Bombaim, Índia US$ 115.000 – duro – 32S•16Q•16D   | Amina Anshba Elena Pridankina | Arianne Hartono Prarthana Thombare    | 7–64, 2–6, [10–7] |
| 10 de fevereiro | Cancún Tennis Open Cancún, México US$ 115.000 – duro – 32S•8Q•16D | Emiliana Arango               | Carson Branstine                      | 6–2, 6–1          |
| 10 de fevereiro | Cancún Tennis Open Cancún, México US$ 115.000 – duro – 32S•8Q•16D | Maya Joint Taylah Preston     | Aliona Bolsova Yvonne Cavallé-Reimers | 6–4, 6–3          |

#### Março
| Semana de   | Torneio                                                                                            | Campeã(s)                        | Vice-campeã(s)                | Resultado        |
| ----------- | -------------------------------------------------------------------------------------------------- | -------------------------------- | ----------------------------- | ---------------- |
| 17 de março | Megasaray Hotels Open (1) Antália, Turquia US$ 115.000 – saibro – 32S•16Q•16D                      | Anca Todoni                      | Leyre Romero Gormaz           | 6–3, 6–2         |
| 17 de março | Megasaray Hotels Open (1) Antália, Turquia US$ 115.000 – saibro – 32S•16Q•16D                      | Maja Chwalińska Anastasia Dețiuc | Jesika Malečková Miriam Škoch | 4–6, 6–3, [10–2] |
| 24 de março | Megasaray Hotels Open (2) Antália, Turquia US$ 115.000 – saibro – 32S•16Q•16D                      |                                  |                               |                  |
| 24 de março | Megasaray Hotels Open (2) Antália, Turquia US$ 115.000 – saibro – 32S•16Q•16D                      |                                  |                               |                  |
| 24 de março | Vallarta Open Puerto Vallarta, México US$ 115.000 – duro – 32S•16Q•16D                             |                                  |                               |                  |
| 24 de março | |                                  |                               |                  |
| 31 de março | Megasaray Hotels Open (3) Antália, Turquia US$ 115.000 – saibro – 32S•16Q•16D                      |                                  |                               |                  |
| 31 de março | Megasaray Hotels Open (3) Antália, Turquia US$ 115.000 – saibro – 32S•16Q•16D                      |                                  |                               |                  |
| 31 de março | Open Internacional Femení Solgironès La Bisbal d'Empordà, Espanha US$ 115.000 – saibro – 32S•8Q•8D |                                  |                               |                  |
| 31 de março | |                                  |                               |                  |

#### Abril
| Semana de   | Torneio                                                                     | Campeã(s) | Vice-campeã(s) | Resultado |
| ----------- | --------------------------------------------------------------------------- | --------- | -------------- | --------- |
| 14 de abril | Oeiras Open Oeiras, Portugal € 142.608 – saibro – 32S•16Q•16D               |           |                |           |
| 14 de abril | Oeiras Open Oeiras, Portugal € 142.608 – saibro – 32S•16Q•16D               |           |                |           |
| 28 de abril | L'Open 35 de Saint-Malo Saint-Malo, França € 100.000 – saibro – 32S•14Q•16D |           |                |           |
| 28 de abril | L'Open 35 de Saint-Malo Saint-Malo, França € 100.000 – saibro – 32S•14Q•16D |           |                |           |
| 28 de abril | Catalonia Open Vic, Espanha € 100.000 – saibro – 32S•8Q•16D                 |           |                |           |
| 28 de abril |                                                                             |           |                |           |

#### Maio
| Semana de  | Torneio                                                         | Campeã(s) | Vice-campeã(s) | Resultado |
| ---------- | --------------------------------------------------------------- | --------- | -------------- | --------- |
| 12 de maio | Trophée Clarins Paris, França € 100.000 – saibro – 32S•8Q•8D    |           |                |           |
| 12 de maio | Trophée Clarins Paris, França € 100.000 – saibro – 32S•8Q•8D    |           |                |           |
| 12 de maio | Parma Ladies Open Parma, Itália € 100.000 – saibro – 32S•8Q•10D |           |                |           |
| 12 de maio |                                                                 |           |                |           |

#### Junho
| Semana de  | Torneio                                                                        | Campeã(s) | Vice-campeã(s) | Resultado |
| ---------- | ------------------------------------------------------------------------------ | --------- | -------------- | --------- |
| 2 de junho | Open delle Puglie Bari, Itália € 100.000 – saibro – 32S•8Q•8D                  |           |                |           |
| 2 de junho | Open delle Puglie Bari, Itália € 100.000 – saibro – 32S•8Q•8D                  |           |                |           |
| 2 de junho | Lexus Birmingham Open Birmingham, Reino Unido US$ 115.000 – grama – 32S•8Q•16D |           |                |           |
| 2 de junho |                                                                                |           |                |           |
| 2 de junho | Makarska Open Makarska, Croácia US$ 115.000 – saibro – 32S•8Q•8D               |           |                |           |
| 2 de junho |                                                                                |           |                |           |
| 9 de junho | Grado Open Grado, Itália € 100.000 – saibro – 32S•8Q•10D                       |           |                |           |
| 9 de junho | Grado Open Grado, Itália € 100.000 – saibro – 32S•8Q•10D                       |           |                |           |
| 9 de junho | Lexus Ilkley Open Ilkley, Reino Unido US$ 115.000 – grama – 32S•8Q•10D         |           |                |           |
| 9 de junho |                                                                                |           |                |           |

#### Julho
| Semana de   | Torneio                                                                    | Campeã(s) | Vice-campeã(s) | Resultado |
| ----------- | -------------------------------------------------------------------------- | --------- | -------------- | --------- |
| 7 de julho  | Nordea Open Båstad, Suécia US$ 115.000 – saibro – 32S•16D                  |           |                |           |
| 7 de julho  | Nordea Open Båstad, Suécia US$ 115.000 – saibro – 32S•16D                  |           |                |           |
| 7 de julho  | Grand Est Open 88 Contrexéville, França € 115.000 – saibro – 32S•16Q•8D    |           |                |           |
| 7 de julho  |                                                                            |           |                |           |
| 7 de julho  | Hall of Fame Open Newport, Estados Unidos US$ 115.000 – grama – 32S•8Q•16D |           |                |           |
| 7 de julho  |                                                                            |           |                |           |
| 14 de julho | Antico Tiro a Volo Open Roma, Itália € 100.000 – saibro – 32S•8Q•16D       |           |                |           |
| 14 de julho | Antico Tiro a Volo Open Roma, Itália € 100.000 – saibro – 32S•8Q•16D       |           |                |           |
| 21 de julho | Palermo Ladies Open Palermo, Itália € 100.000 – saibro – 32S•8Q•16D        |           |                |           |
| 21 de julho | Palermo Ladies Open Palermo, Itália € 100.000 – saibro – 32S•8Q•16D        |           |                |           |
| 28 de julho | Polish Open Varsóvia, Polônia US$ 115.000 – duro – 32S•8Q•8D               |           |                |           |
| 28 de julho | Polish Open Varsóvia, Polônia US$ 115.000 – duro – 32S•8Q•8D               |           |                |           |

#### Setembro
| Semana de      | Torneio                                                                            | Campeã(s) | Vice-campeã(s) | Resultado |
| -------------- | ---------------------------------------------------------------------------------- | --------- | -------------- | --------- |
| 1º de setembro | Guadalajara 125 Open Guadalajara, México US$ 115.000 – duro – 32S•8Q•8D            |           |                |           |
| 1º de setembro | Guadalajara 125 Open Guadalajara, México US$ 115.000 – duro – 32S•8Q•8D            |           |                |           |
| 1º de setembro | Montreux Nestlé Open Montreux, Suíça US$ 115.000 – saibro – 32S•16Q•8D             |           |                |           |
| 1º de setembro |                                                                                    |           |                |           |
| 8 de setembro  | Zavarovalnica Sava Ljubljana Liubliana, Eslováquia € 100.000 – saibro – 32S•8Q•16D |           |                |           |
| 8 de setembro  | Zavarovalnica Sava Ljubljana Liubliana, Eslováquia € 100.000 – saibro – 32S•8Q•16D |           |                |           |
| 15 de setembro | Tolentino Open Tolentino, Itália € 100.000 – saibro – 32S•8Q•16D                   |           |                |           |
| 15 de setembro | Tolentino Open Tolentino, Itália € 100.000 – saibro – 32S•8Q•16D                   |           |                |           |
| 29 de setembro | Hong Kong 125 Open · Hong Kong · US$ 115.000 – duro – 32S•16Q•16D                  |           |                |           |
| 29 de setembro | Hong Kong 125 Open · Hong Kong · US$ 115.000 – duro – 32S•16Q•16D                  |           |                |           |

#### Outubro
| Semana de    | Torneio                                                                               | Campeã(s) | Vice-campeã(s) | Resultado |
| ------------ | ------------------------------------------------------------------------------------- | --------- | -------------- | --------- |
| 6 de outubro | Maiorca Women's Tennis Championships Maiorca, Espanha € 100.000 – saibro – 32S•8Q•16D |           |                |           |
| 6 de outubro | Maiorca Women's Tennis Championships Maiorca, Espanha € 100.000 – saibro – 32S•8Q•16D |           |                |           |
| 6 de outubro | Olbia Open Ólbia, Itália € 100.000 – duro – 32S•8Q•16D                                |           |                |           |
| 6 de outubro |                                                                                       |           |                |           |

#### Dezembro
| Semana de      | Torneio                                                                         | Campeã(s) | Vice-campeã(s) | Resultado |
| -------------- | ------------------------------------------------------------------------------- | --------- | -------------- | --------- |
| 1º de dezembro | Open In Arte Angers Loire Angers, França € 100.000 – duro (coberto) – 32S•8Q•8D |           |                |           |
| 1º de dezembro | Open In Arte Angers Loire Angers, França € 100.000 – duro (coberto) – 32S•8Q•8D |           |                |           |
| 8 de dezembro  | Open BLS de Limoges Limoges, França € 100.000 – duro (coberto) – 32S•8Q•8D      |           |                |           |
| 8 de dezembro  | Open BLS de Limoges Limoges, França € 100.000 – duro (coberto) – 32S•8Q•8D      |           |                |           |

## Distribuição de pontos
A distribuição de pontos para torneios 125 em 2025 foi definida:
| Evento            | T   | F  | SF | QF | R16 | R32 | R64 | R128 | Q | Q3 | Q2 | Q1 |
| ----------------- | --- | -- | -- | -- | --- | --- | --- | ---- | - | -- | -- | -- |
| WTA 125 (32S/16Q) | 125 | 81 | 49 | 27 | 15  | 1   | –   | -    | 6 | -  | 4  | 1  |
| WTA 125 (32S/8Q)  | 125 | 81 | 49 | 27 | 15  | 1   | –   | -    | 6 | -  | -  | 1  |
| WTA 125 (16D)     | 125 | 81 | 49 | 27 | 1   | -   | -   | -    | - | -  | -  | -  |
| WTA 125 (8D)      | 125 | 81 | 49 | 1  | -   | -   | -   | -    | - | -  | -  | -  |